# Skånska Kattegatt
Skånska Kattegatt är ett marint naturreservat i Kattegatt i Båstads kommun och Höganäs kommun i Skåne län.
Reservatet bildades 2020 och är 58 596 hektar stort. Området ligger utanför Kullen och Hallands Väderö och består av mjuk havsbotten med koralldjur och havskräftor.